# Чемпіонат СРСР з футболу 1982: шоста зона другої ліги
Чемпіонат УРСР з футболу 1982 — 12-й турнір серед команд української зони другої ліги. Тривав з 4 квітня по 19 жовтня 1982 року.

## Огляд
Переможцем першості стала чернівецька «Буковина» (старший тренер — Олександр Павленко). Два роки тому команда здобула срібні наороди. Футболісти з Чернівців отримали і «Рубіновий кубок» газети «Молодь України», приз для найрезультативнішої команди чемпіонату (71 забитий м'яч).
Серед призерів чемпіонату вперше облаштувалися чернігівська «Десна» і «Колос» з села Межиріч Павлоградського району Дніпропетровської області. Підопічні Юхима Школьникова і Олександра Попиначенко отримали срібні і бронзові медалі.
У першості було забито 1219 м'ячів у 552 зустрічах. Це в середньому 2,21 на гру. Вдруге поспіль перемогу в суперечці бомбардирів ліги здобув Сергій Шевченко з вінницької «Ниви» (32 забитих м'ячі). На чотири менше провів Федір Васильченко (горлівський «Шахтар»).

## Підсумкова таблиця
| Місце | Команда                          | В  | Н  | П  | М'ячі | О  |
| ----- | -------------------------------- | -- | -- | -- | ----- | -- |
| 1     | «Буковина» (Чернівці)            | 29 | 8  | 9  | 71—34 | 66 |
| 2     | «Десна» (Чернігів)               | 26 | 10 | 10 | 64—37 | 62 |
| 3     | «Колос» (Межиріч)                | 26 | 10 | 10 | 60—39 | 62 |
| 4     | «Авангард» (Рівне)               | 25 | 11 | 10 | 65—34 | 61 |
| 5     | «Нива» (Вінниця)                 | 23 | 13 | 10 | 69—36 | 59 |
| 6     | «Атлантика» (Севастополь)        | 22 | 12 | 12 | 68—39 | 56 |
| 7     | «Спартак» (Житомир)              | 23 | 8  | 15 | 68—46 | 54 |
| 8     | «Дніпро» (Черкаси)               | 21 | 12 | 13 | 54—42 | 54 |
| 9     | «Шахтар» (Горлівка)              | 19 | 12 | 15 | 61—57 | 50 |
| 10    | «Кривбас» (Кривий Ріг)           | 20 | 9  | 17 | 50—48 | 49 |
| 11    | «Суднобудівник» (Миколаїв)       | 16 | 12 | 18 | 56—48 | 44 |
| 12    | «Металург» (Дніпродзержинськ)    | 17 | 9  | 20 | 47—47 | 43 |
| 13    | «Прикарпаття» (Івано-Франківськ) | 17 | 8  | 21 | 41—58 | 42 |
| 14    | «Торпедо» (Луцьк)                | 16 | 9  | 21 | 49—60 | 41 |
| 15    | «Зірка» (Кіровоград)             | 17 | 5  | 24 | 43—63 | 39 |
| 16    | «Маяк» (Харків)                  | 14 | 10 | 22 | 52—65 | 38 |
| 17    | «Закарпаття» (Ужгород)           | 14 | 8  | 24 | 37—53 | 36 |
| 18    | «Стахановець» (Стаханов)         | 13 | 10 | 23 | 40—54 | 36 |
| 19    | «Кристал» (Херсон)               | 12 | 12 | 22 | 41—64 | 36 |
| 20    | «Поділля» (Хмельницький)         | 12 | 12 | 22 | 37—62 | 36 |
| 21    | «Фрунзенець» (Суми)              | 12 | 12 | 22 | 38—62 | 36 |
| 22    | «Новатор» (Жданов)               | 13 | 9  | 24 | 44—60 | 35 |
| 23    | «Океан» (Керч)                   | 12 | 11 | 23 | 43—67 | 35 |
| 24    | «Колос» (Полтава)                | 10 | 14 | 22 | 21—44 | 34 |

## Результати
```
                 1   2   3   4   5   6   7   8   9   10  11  12  13  14  15  16  17  18  19  20  21  22  23  24  
1.Буковина       xxx 1-2 3-0 1-0 1-0 2-0 2-2 2-0 3-1 1-0 4-2 3-0 3-0 1-0 1-0 1-0 4-2 1-1 1-0 4-1 1-1 2-0 1-0 3-0  
2.Десна          0-0 xxx 2-0 2-1 3-1 0-2 2-1 2-0 2-0 3-1 2-1 3-1 3-1 0-0 1-0 3-1 0-0 3-1 3-2 3-0 2-0 1-0 3-0 1-0  
3.Колос (М)      0-1 1-0 xxx 1-0 1-3 1-0 1-2 3-1 2-0 3-1 3-0 1-0 1-0 2-0 2-1 4-1 3-1 2-1 1-0 2-0 3-0 1-0 0-0 0-0  
4.Авангард       2-1 0-0 2-0 xxx 1-1 1-1 0-1 2-0 2-1 1-0 2-0 2-0 1-0 3-1 5-2 2-1 1-0 1-0 6-0 2-0 2-1 1-0 1-0 2-1  
5.Нива           1-0 1-1 1-1 2-0 xxx 2-0 0-1 3-2 2-1 3-1 0-0 2-0 2-1 2-0 4-0 2-2 2-1 3-2 4-0 2-0 1-0 5-0 5-1 2-0  
6.Атлантика      2-1 1-0 3-0 2-2 0-0 xxx 2-0 0-2 4-1 2-0 1-0 2-2 1-2 2-1 6-0 2-0 2-0 3-0 1-1 3-0 3-0 0-0 3-2 2-0  
7.Спартак        0-1 4-0 0-1 1-3 1-1 3-0 xxx 3-1 2-0 3-0 1-0 2-2 0-0 2-1 3-0 3-0 2-0 2-0 1-0 2-0 3-0 1-0 1-0 1-2  
8.Дніпро         0-3 1-1 2-2 0-0 0-0 1-0 0-0 xxx 2-0 0-1 1-1 2-0 2-0 3-2 1-0 1-1 1-0 1-0 3-1 3-1 0-1 0-1 1-1 2-1  
9.Шахтар (Г)     2-2 3-0 3-2 3-2 1-0 2-0 2-1 1-3 xxx 0-0 1-0 0-0 1-1 4-0 0-0 2-1 2-0 1-0 5-1 3-1 0-0 3-1 0-0 2-1  
10.Кривбас       3-1 1-0 1-1 2-1 1-2 0-1 2-0 2-2 1-2 xxx 1-0 1-1 3-0 3-0 1-0 2-0 1-0 2-0 1-0 0-0 2-0 3-3 3-2 1-1  
11.Суднобудівник 0-0 0-0 0-0 2-1 2-1 3-2 4-2 1-0 1-1 0-1 xxx 1-1 3-0 2-0 3-0 3-1 3-0 1-2 0-0 2-0 1-1 3-0 3-0 4-0  
12.Металург (Днд)1-0 2-1 0-1 1-2 1-0 0-0 2-0 1-1 0-1 2-0 0-1 xxx 3-0 2-1 2-0 1-1 2-0 3-0 2-1 3-0 1-0 2-1 1-2 0-0  
13.Прикарпаття   1-3 0-1 0-0 2-0 0-0 1-2 2-1 0-3 1-1 2-0 2-0 1-0 xxx 4-2 1-0 2-1 1-0 2-0 1-0 2-1 3-0 1-0 1-0 1-0  
14.Торпедо (Л)   2-3 0-3 0-0 1-1 2-0 1-0 4-4 2-1 1-0 0-2 2-0 2-0 2-2 xxx 2-1 0-0 1-0 2-0 2-1 0-0 3-0 2-1 2-1 1-0  
15.Зірка         1-1 1-0 0-1 0-1 0-1 1-0 0-1 0-2 2-0 0-0 2-2 1-0 1-0 1-0 xxx 2-1 1-0 2-1 3-0 0-2 1-0 3-1 3-0 1-0  
16.Маяк          2-0 1-2 1-1 0-0 2-1 0-1 0-2 0-1 5-3 4-1 1-0 2-1 1-0 0-2 2-0 xxx 2-3 0-1 4-1 1-0 4-2 1-0 1-0 2-1  
17.Закарпаття    0-0 1-0 1-2 0-0 0-2 1-1 1-3 0-1 2-0 2-0 3-2 0-1 0-0 4-2 1-0 1-0 xxx 2-0 2-0 2-1 1-0 0-1 2-0 3-0  
18.Стахановець   0-1 0-2 1-2 0-2 1-0 0-0 3-1 1-2 1-1 1-0 1-1 0-1 3-0 1-0 2-0 1-1 2-0 xxx 1-1 2-1 4-1 1-1 2-0 1-0  
19.Кристал       1-2 0-1 1-2 1-1 2-0 1-1 1-0 0-2 2-1 2-0 1-1 1-0 4-0 1-0 4-2 2-2 2-0 1-0 xxx 0-0 1-0 0-2 1-1 0-0  
20.Поділля       1-2 2-1 1-2 1-1 1-1 1-1 2-1 1-2 1-1 0-2 1-0 2-1 2-0 1-0 2-2 1-1 1-1 1-0 0-0 xxx 2-1 1-0 1-0 0-0  
21.Фрунзенець    1-2 0-1 3-1 1-0 1-1 2-2 4-3 0-1 1-1 0-1 2-0 2-1 3-1 0-0 2-1 2-1 0-0 1-1 1-1 1-0 xxx 1-0 0-0 0-0  
22.Новатор       1-0 1-1 0-2 0-0 0-2 0-3 0-1 0-0 1-2 2-1 1-2 2-1 3-2 2-0 1-3 0-0 3-0 0-0 0-2 2-0 3-0 xxx 2-2 4-0  
23.Океан         1-0 3-3 1-0 0-4 1-1 1-4 0-0 1-0 1-2 0-0 1-0 1-2 1-0 0-3 3-4 4-0 1-0 1-1 1-0 2-3 2-0 4-2 xxx 1-0  
24.Колос (П)     0-1 0-0 1-1 0-1 0-0 1-0 0-0 0-0 2-0 0-1 2-1 1-0 0-0 0-0 0-1 1-0 0-0 1-0 3-0 1-0 0-2 0-2 1-0 xxx
```

## Бомбардири
Найкращі голеадори чемпіонату УРСР:
| Футболіст         | Команда               | Голи |
| ----------------- | --------------------- | ---- |
| Сергій Шевченко   | «Нива» (Вінниця)      | 32   |
| Федір Васильченко | «Шахтар» (Горлівка)   | 28   |
| Володимир Шишков  | «Спартак» (Житомир)   | 25   |
| Сергій Шмундяк    | «Буковина» (Чернівці) | 22   |
| Віктор Олійник    | «Буковина» (Чернівці) | 20   |
| Юрій Тарасов      | «Маяк» (Харків)       | 18   |
| Григорій Лазарко  | «Фрунзенець» (Суми)   | 18   |
| Олександр Новиков | «Колос» (Межиріч)     | 18   |

Найкращі бомбардири клубів і гравці, які забили не менше 10 голів:
- «Буковина» — Сергій Шмундяк (22), Віктор Олійник (20);
- «Десна» — Геннадій Горшков (14), Іван Іванченко (10), Віктор Рудий (10);
- «Колос» (Межиріч) — Олександр Новиков (18),Микола Самойленко (17);
- «Авангард» — Віктор Сахно (16), Володимир Чирков (15), Олександр Кострицький (10);
- «Нива» (Вінниця) — Сергій Шевченко (32), Паша Касанов (16);
- «Атлантика» — Сергій Романенко (16), Павло Петров (10), Степан Павлов (10);
- «Спартак» — Володимир Шишков (25);
- «Дніпро» — Михайло Шпак (12), Володимир Жилін (11);
- «Шахтар» (Горлівка) — Федір Васильченко (28);
- «Кривбас» — Віталій Дмитренко (10);
- «Суднобудівник» — Юрій Смагін (13), Сергій Шевченко (10);
- «Металург» — Олександр Мартишов (10);
- «Прикарпаття» — Микола Пристай (16);
- «Торпедо» (Луцьк) — Андрій Федецький (16);
- «Зірка» — Михайло Калита (16);
- «Маяк» — Юрій Тарасов (18);
- «Закарпаття» — Костянтин Лобанов (11);
- «Стахановець» — Юрій Іванов (13);
- «Кристал» — Леонід Салабуда (13);
- «Поділля» — Едуард Валенко (11);
- «Фрунзенець» — Григорій Лазарко (18).
- «Новатор» — Юрій Керман (10);
- «Океан» — Юрій Зуйков (15), Сергій Родченков (12);
- «Колос» (Полтава) — Володимир Ручка (6).

## Призери
| 1. «Буковина» |
| Воротарі: Геннадій Савко (29), Василь Мудрей (22). Захисники: Іван Гакман (50, 3), Роман Угренчук (50, 1), Юрій Гій (43, 3), Валерій Богуславський (43, 1), Валерій Чернецький (32), Володимир Стасинець (8), Олег Чорноус (6). Півзахисники: Віктор Максимчук (50, 4), Віктор Барчук (47, 9), Ігор Заводчиков (46, 2), Юрій Ілюк (44, 3), Віктор Ряшко (26, 1), Віктор Пасулько (17, 1). Нападники: Сергій Шмундяк (43, 28),Віктор Олійник (49, 20), Роман Вербовський (44, 4), Олег Арійчук (8). Старший тренер — Олександр Павленко, начальник команди — Михайло Арсеній, тренер — Іштван Шандор. |
| 2. «Десна» |
| Воротарі: Михайло Москаленко (41), Сергій Умен (10). Захисники: Ігор Теннак (44, 2), Олег Кузнецов (44), Володимир Глухов (40, 4), Віктор Данилевський (39, 1), Сергій Сапронов (28). Півзахисники: Іван Іванченко (44, 10), Віктор Никитенко (43, 6), Валентин Буглак (42, 4), В'ячеслав Кисленко (41), Володимир Іващенко (37), Юрій Єфремов (10, 1), Федір Попович (3), В'ячеслав Дарвішев (2). Нападники: Віктор Рудий (43, 10), Геннадій Горшков (42, 14), Святослав Петренко (18, 5), Геннадій Черненок (10, 6), Валерій Вольський (9), С. Шуляков (?, 1). Старший тренер — Юхим Школьников, начальник команди — Володимир Прокопович, тренер — Андрій Процько.                                                 |
| 3. «Колос» |
| Воротарі: Володимир Стрижевський (45), Віталій Ніколенко (6). Захисники: Леонтій Галюта (44, 2), Роман Мацюпа (40, 1), Валентин Жуков (39), Олександр Ухмирін (22), Віктор Пінчук (21), Юрій Гревцов (9), Ігор Жиров (4), Валерій Гриценко (3), В. Харламов (2). Півзахисники: Анатолій Назаренко (40, 9), Олег Глазунов (40, 5), Ігор Яворський (39, 1), Олександр Червоний (33), Валерій Притулін (24), Олег Воробей (4), А. Заярний (3). Нападники: Володимир Венгринович (46, 6), Микола Самойленко (45, 17), Олександр Новиков (44, 18), Василь Петрик (19, 1), Володимир Сидорович (6). Старший тренер — Олександр Попиначенко, начальник команди — Павло Костін, тренери — Олександр Ткаченко, Михайло Дунець. |

## Перехідний турнір
| Місце | Команда               | В | Н | П | М'ячі | О |
| ----- | --------------------- | - | - | - | ----- | - |
| 1     | «Дніпро» (Могильов)   | 3 | 0 | 1 | 8—4   | 6 |
| 2     | «Динамо» (Самарканд)  | 2 | 0 | 2 | 8—7   | 4 |
| 3     | «Буковина» (Чернівці) | 1 | 0 | 3 | 5—10  | 2 |

## Фінальний турнір КФК
| Місце | Команда                        | В | Н | П | М'ячі | О  |
| ----- | ------------------------------ | - | - | - | ----- | -- |
| 1     | «Нива» (Бережани)              | 5 | 0 | 0 | 15—3  | 10 |
| 2     | «Суворовець» (Ізмаїл)          | 2 | 2 | 1 | 5—3   | 6  |
| 3     | «Схід» (Київ)                  | 1 | 3 | 1 | 6—6   | 5  |
| 4     | «Шахтар» (Дзержинськ)          | 1 | 2 | 2 | 4—8   | 4  |
| 5     | «Сокіл» (Ровеньки)             | 0 | 3 | 2 | 3—6   | 3  |
| 6     | «Локомотив» (Івано-Франківськ) | 0 | 2 | 3 | 3—10  | 2  |